# Max Christiansen
Max Christiansen (Flensburg, 25 juli 1996) is een Duits voetballer die bij voorkeur als defensieve middenvelder speelt. Hij tekende in 2015 bij FC Ingolstadt 04.

## Clubcarrière
Christiansen speelde in de jeugd bij SV Adelby, Flensburg 08, Holstein Kiel en Hansa Rostock. Op 29 maart 2014 debuteerde hij in de 3. Liga tegen Stuttgarter Kickers. Op 3 mei 2014 maakte hij zijn eerste competitietreffer tegen Rot-Weiß Erfurt. In januari 2015 werd de defensieve middenvelder voor een half miljoen euro verkocht aan FC Ingolstadt 04. Hij debuteerde voor zijn nieuwe werkgever op 14 februari 2015 tegen SV Sandhausen. Op 24 mei 2015 maakte Christiansen zijn eerste treffer in de 2. Bundesliga tegen FC Kaiserslautern.

## Interlandcarrière
In 2014 debuteerde Christiansen voor Duitsland –19, waarmee hij in 2015 deelneemt aan het Europees kampioenschap voor spelers onder 19 jaar.